# Sopó (ort)
Sopó är en ort i Colombia.   Den ligger i departementet Cundinamarca, i den centrala delen av landet, 40 km norr om huvudstaden Bogotá. Sopó ligger 2 584 meter över havet och antalet invånare är 8 396.
Terrängen runt Sopó är huvudsakligen kuperad, men norrut är den platt. Runt Sopó är det ganska glesbefolkat, med 47 invånare per kvadratkilometer. Närmaste större samhälle är Chía, 14,4 km väster om Sopó. Trakten runt Sopó består i huvudsak av gräsmarker.